# 2-甲基十三烷
2-甲基十三烷是一种有机化合物，化学式为{\displaystyle {\ce {C14H30}}}，它是十四烷的同分异构体之一。它可由2,2-二甲基-3-癸基环硫乙烷的还原反应制备。金属镧在四氢呋喃中还原2-碘代-2-甲基十三烷，可以得到2-甲基十三烷，副产物包括12,12,13,13-四甲基二十四烷及一些烯烃产物。雷尼镍加氢还原13-溴-2-甲基十三烷-2-醇也会得到少许的2-甲基十三烷。